# Thedit
Thedit a Csillagok háborúja elképzelt univerzumának egyik szereplője.

## Leírása
Thedit a dzsava fajhoz tartozó férfi, aki a galaktikus polgárháború alatt a Tatuinon élt.
Szemszíne sárga. Abba a klánba tartozik, amelynek törzsfőnöke Kalit. További klántársai Aved Luun sámánnő és Iasa.

## Élete
Thedit a Kalit klánján belül szervezte meg az őrséget. Ő volt felelős a határok védelméért, a krayt sárkánygyíkok és az ellenséges Wittinnek dolgozó taszkenek távol tartásáért. Szervezői és vezetői tevékenységei miatt a dzsava társadalomban nagy hírnévre tett szert.

### Fordítás
- Ez a szócikk részben vagy egészben a Thedit című Wookieepedia-szócikk fordítása. Az eredeti cikk szerkesztőit annak laptörténete sorolja fel.